# Museo diocesano (Pozzuoli)
Il Museo diocesano di Pozzuoli è un museo di arte cristiana situato nel Rione Terra, all'interno del palazzo vescovile di Pozzuoli.

## Storia
La città di Pozzuoli nel corso della sua storia non ha mai avuto un museo diocesano poiché tale funzione era supplita dalle numerose chiese presenti nel territorio, che contenevano opere d'arte di valore: fra queste la più importante era il duomo di San Procolo, situato sul Rione Terra, che è stato per secoli il cuore pulsante della città e della diocesi. Nel maggio 1964 il suo incendio, il successivo abbandono e i furti hanno causato la perdita di una gran parte del patrimonio artistico cittadino. 
Inoltre, l'evacuazione del rione Terra nel 1970 e del centro storico nel 1983-1984 a causa del bradisismo, con la creazione di nuovi quartieri assai distanti dai luoghi d'origine, e l'immigrazione di residenti provenienti da aree limitrofe hanno determinato un sovvertimento nella percezione e nella fruizione del territorio da parte degli abitanti e una quasi totale dimenticanza dei capolavori artistici ancora presenti sul territorio.
Per salvaguardare la memoria della storia dell'arte puteolana già alla fine degli anni '70 l'allora vescovo di Pozzuoli Salvatore Sorrentino pensò all'apertura di un museo diocesano del quale fu allestita nel 2000 una prima sezione presso gli ambienti della Curia al villaggio del fanciullo per volontà del suo successore il vescovo Padoin.
La sede definitiva è stata inaugurata dal vescovo mons. Gennaro Pascarella il 20 maggio 2016 presso i locali del palazzo vescovile al Rione Terra un tempo ad uso del seminario diocesano.
Il 31 Luglio 2020 il Vescovo ha eretto l'Istituzione culturale del complesso Basilica Cattedrale - Museo Diocesano, affidandola al contempo alla Fondazione "Centro Educativo Diocesano Regina Pacis" al fine di valorizzarne la bellezza artistica e  culturale attraverso un progetto di inclusione sociale di giovani del territorio e di ragazzi e ragazze provenienti dai due istituti penali presenti in diocesi: Nisida e Pozzuoli. La Fondazione, in accordo con il Vescovo di Pozzuoli, il 7 agosto 2020 ha nominato il prof. Gaetano Iaia, Direttore scientifico del Complesso.

## Percorso espositivo ed opere
L'itinerario museale racconta la storia del territorio diocesano a partire dalla sua prima evangelizzazione, attraverso le opere d'arte e la suppellettile liturgica. Di rilievo:
- Madonna e San Giuseppe (XVI secolo), sculture lignee, attribuibile a Pietro Belverte, provenienti dalla chiesa di Santa Maria della Consolazione.
- Lastra con decorazione floreale (XVII secolo), in marmi policromi, una delle superstiti della decorazione barocca dell'altare maggiore.
- Busto di san Gennaro (1720 circa), opera di Carmine Lantriceni.
- Reliquiario a busto di san Procolo (1731), in argento, di Domenico De Blasio.
- Ombrellino processionale per l'eucaristia (XVIII secolo), in seta color avorio.
- Ecce Homo (XVII secolo), olio su tela, di ambito fiammingo, proveniente dalla sagrestia della chiesa di san Michele a monte Sant'Angelo.
- Ritratto di don Domenico d'Oriano (seconda metà del XVIII secolo), di Giacinto Diano, proveniente dalla Chiesa di San Raffaele.
- Ritratto del vescovo Alfonso Castaldo (1934 - 1966), opera di Vincenzo Ciardo.
- San Francesco invia Sant'Antonio a predicare (XVII secolo), olio su tela, opera di Paolo Domenico Finoglio, proveniente dalla cappella abbattuta dedicata a san Procolo nella cattedrale.[1]